# Anorak

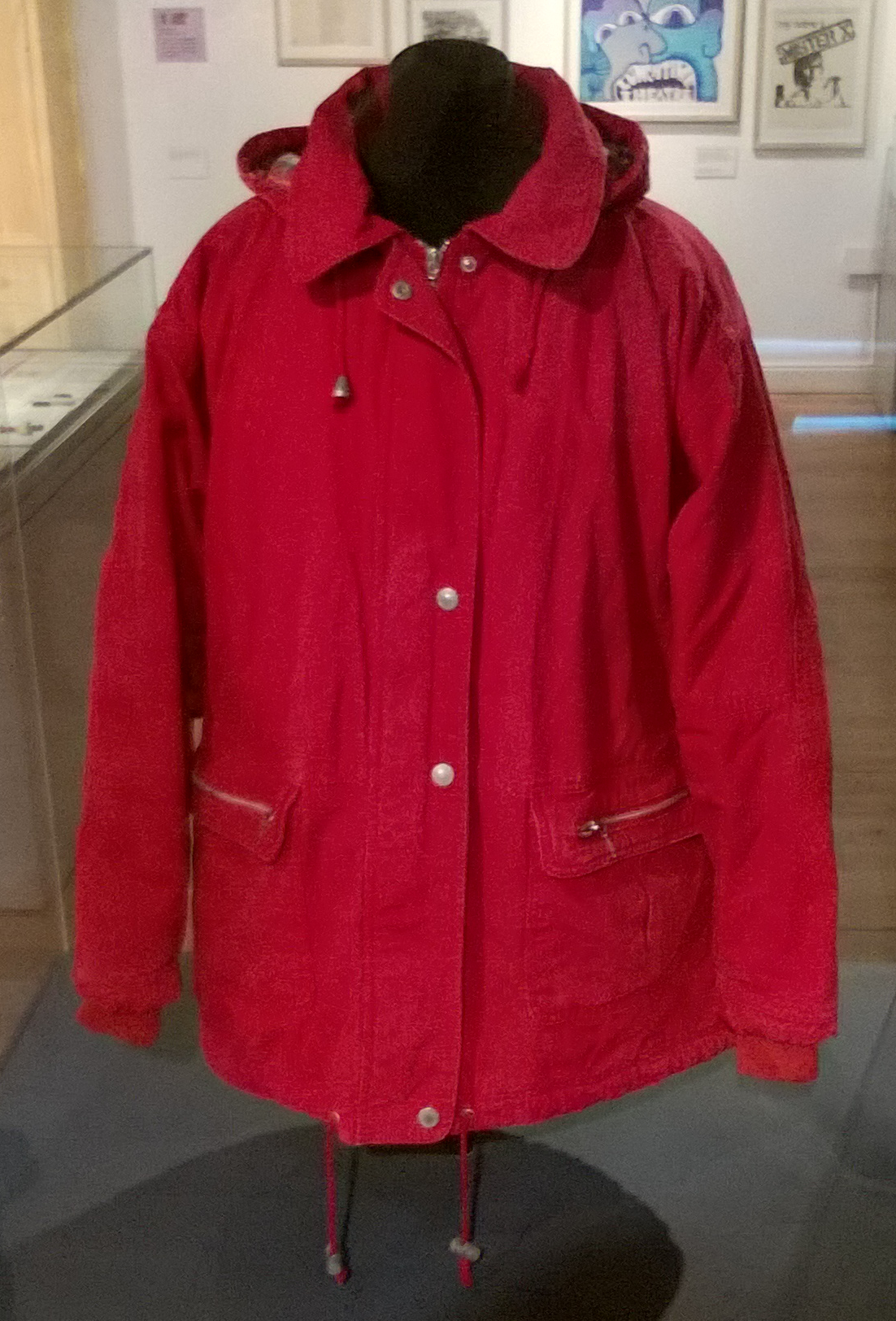
Moderner Anorak (England)

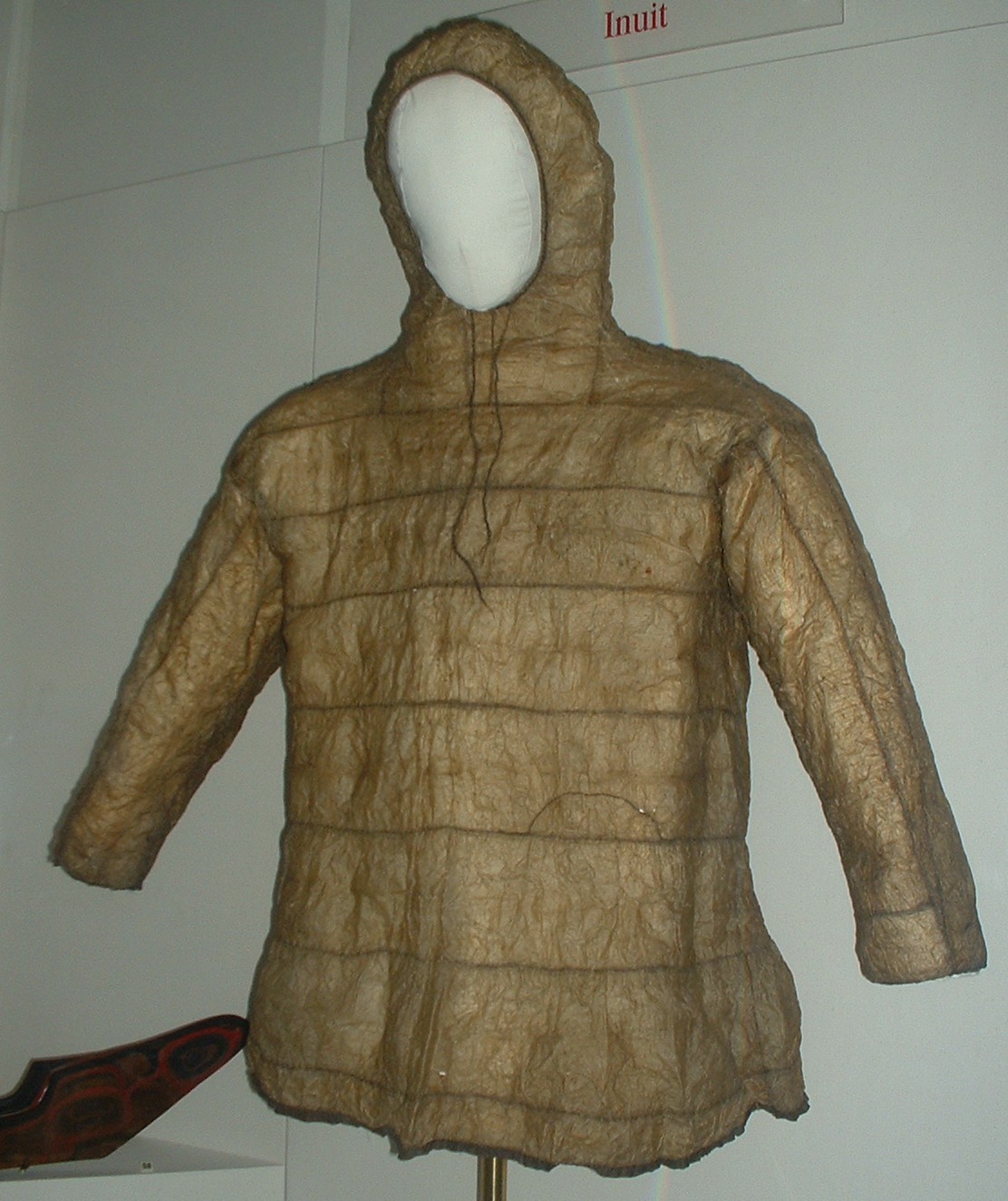
Inuit-Anorak

Ein Anorak ist eine wetterfeste Jacke mit angearbeiteter Kapuze. Seine leichtere Form wird auch Windjacke (engl. Windbreaker) genannt, seine gefütterte, längere Ausführung Parka. In der Urform als Schlupfjacke gefertigt, trägt das Kleidungsstück auf seiner vorderen Oberseite nur eine Öffnung für den Kopf, die mit Knöpfen, Druckknöpfen oder mit einem Reißverschluss verengt werden kann, und lässt sich nicht wie andere Jacken ganz öffnen. Abgesehen von dieser eigentlichen Beschreibung eines Anoraks, wird der Begriff Anorak nicht selten ebenfalls für sportliche Jacken mit durchgehendem Reißverschluss benutzt. Das ursprünglich skandinavische Kleidungsstück hat seit den Olympischen Winterspielen 1936 weltweite Bekanntheit erlangt.
Ursprünglich wurden Anoraks aus Robbenfell genäht. Heute verwendet man industriell gefertigte, überwiegend atmungsaktive (dampfdurchlässige synthetische) Textilien als Außenstoff. Als wärmespeichernde Füllmaterialien werden gegenwärtig vor allem synthetische Holofilfasern oder Kunstdaunen eingesetzt, da sie rascher trocknen als echte Daunen; diese werden allerdings nach wie vor bei Anoraks eingesetzt, die extremen Temperaturen trotzen sollen (Daunen bieten noch immer optimale Dämmung durch Lufteinschluss).
Das Wort Anorak ist eine Entlehnung aus dem Grönländischen annoraaq. Das Wort gehört zur Wurzel ati- „anziehen“, lässt sich aber nicht genauer analysieren. Es hatte wohl ursprünglich die Bedeutung „Kleidungsstück“, die sich in den übrigen Inuitsprachen erhalten hat. Eine andere Deutung ist „An-nuh-raaq“ und soll in der Sprache der Inuit Grönlands „etwas gegen den Wind“ bedeuten.